# Gråsten Slotskirke
 Gråsten Slotskirke er en sognekirke i Gråsten Slots nordfløj. Kirken er den eneste del af Gråsten Slot, som er åben for publikum. Kirken blev indviet i 1702 og er også det eneste af Ahlefeldternes gamle slot, der er bevaret fra branden i 1757. Kirken var hertugeligt slotskapel indtil 1851, hvorefter den blev sognekirke. Men allerede i 1749, er der skriftlige beretninger om at ikke blot slottets personale søgte kirken, men også at indbyggerne fra de omkringliggende landsbyer besøgte Slotskirken.
Efter Carl Ahlefeldts (1670— 1722) fallit overgik godset ved auktion i 1725 på Gottorp Slot til hertug Christian af Augustenborg, og med et par afbrydelser forblev slottet, der brændte 1757 og senere ombyggedes flere gange, i hertugelig besiddelse, til det efter genforeningen købtes af den danske stat (1. april 1921) til brug for forskellige offentlige institutioner. Ved en rigsdagsbeslutning 1935 overdroges slottet til sommerresidens for kronprins Frederik og kronprinsesse Ingrid.
Kirken optager det to etagers høje parti mellem den nordlige pavillon og hjørnepavillon. Selve kirken, hvis nord- og sydmur er af forskellig tykkelse og med 11 vinduesfag i hver etage.
Kirkerummet er udstyret med et søjlebåret galleri på de tre sider, mens den store barokaltertavle dækker hele den fjerde væg fra gulv til loft. Det hvælvede stukloft er udsmykket med engle og puttier på en lyseblå himmelbaggrund.
Det søjleprydede galleri har forgyldt balustrade (brystning) og omfatter en herskabsstol, placeret overfor en rokokoprædikestol fra tiden omkring slottets genopbygning efter branden. Galleriets loft har indfældede, ottekantede malerier.
I det hele taget er kirkerummet overdådigt udsmykket med malerier, ca. 80 i alt, som alle er udført af lokale kunstnere efter kobberstukne forlæg. Maleriudsmykningen har sit forbillede i jesuiterkirken Sint-Carolus Borromeuskerk (nl) i Antwerpen.
Alterbordet er muret af store mursten og indvendig beklædt med brædder. Bagsiden er en jernbeslået træluge. Bordet dækkes på de tre sider af glatte fyrrebrædder; i sydsiden er der primitive indskæringer fra 1848, bl.a. et dannebrogsflag, Frederik VII.s kronede monogram samt en karikatur af en jaketklædt mand, der i stærkt foroverbøjet stilling støtter sig til en stol; han bærer pikkelhjælm, og en fordybet versalskrift meddeler, at det er »Hertug landsforræder«. Panelbordet, der måler 102×172 cm, er anbragt foran og i umiddelbar tilslutning til altertavlen. Alterklæde, skænket og broderet af kronprinsesse Ingrid, af rødt silke med reliefbroderi, due i cirkelkors og på applikeret frise: »Ære være Gud« etc. Altertavlen er en pompøs opbygning fra gulv til loft, med forkrøppede rammer og bag- udvigende sidepartier. Gråstentavlen er i to etager med topstykke: et firesøjlet storstykke med postament og frise, hvorover attika, hvis vinger og topstykke næsten går i et, søjlerne svarer til pulpiturets. Alle flader dækkes af en storakantus, der nu er forsvundet fra storstykkets postament, og den gennembrudte akantus danner den konkave baggrund i side-nicherne, hvor der står legemsstore figurer (165—180 cm) af Moses og Aron.
Forudsat at den kongelige familie ikke opholder sig på slottet, er kirken åben i perioden 1. april - 31. oktober. Mandag kl. 11-14, lørdag kl. 10-12 og søndag kl. 14-16. Kirken er også åben i forbindelse med gudstjenester. Både den danske og den tyske menighed holder til i kirken.